# Stéphane Guivarc'h
Stéphane Guivarc'h (Concarneau, Finisterre, 6 de septiembre de 1970) es un futbolista francés retirado. Jugaba de delantero y destacó como goleador, siendo el máximo realizador de la Primera división francesa en 1997 y 1998. Fue internacional con la selección francesa, con la que se proclamó campeón del mundo. 
Actualmente es el entrenador del US Trégunc, equipo amateur que milita en la Promotion d'honneur de la Liga de la Bretaña (equivalente a la décima categoría de la liga francesa).

## Trayectoria
Guivarc'h inició su carrera profesional en el Stade Brestois, con el debutó en la D1. Abandonó el club en diciembre de 1991, tras el descenso administrativo, para recalar en otro equipo bretón, el Guingamp. Con este logró el ascenso a la máxima categoría en 1995, tras una brillante temporada en la que Guivarc'h fue elegido mejor jugador de la categoría por la revista France Football. Esta buena actuación llamó la atención del técnico del AJ Auxerre, Guy Roux, quien decidió incorporarlo a sus filas.
Su primera temporada en Auxerre coincide con un año histórico en el club, que consigue el doblete (Liga y Copa), un éxito sin precedentes en el club. Sin embargo, Guivarc'h tiene un papel secundario en estos éxitos, siendo alineado en 23 partidos, en los que sólo anotó tres goles. Ello le llevó a ser cedido, la temporada siguiente, al Stade Rennais donde se destapa como goleador. Con 22 tantos en 36 partidos, se convierte en el máximo goleador de la D1, y el AJ Auxerre decide repescarlo para la temporada 1997/98. Nuevamente cuaja una gran campaña, repitiendo como máximo anotador de la liga francesa (21 goles), además de ser el máximo artillero, ese año, de la Copa Intertoto (10 goles), de la Copa de la UEFA (7 goles) y la Copa de la Liga (7 goles). Una racha goleadora que le abrió las puertas de la selección nacional, con la que se acabaría proclamando campeón del Mundo al término de esa temporada.
Tras tocar el cielo con el campeonato mundial, dio el salto al extranjero y se enroló en el Newcastle United de la FA Premier League inglesa. Sin embargo, este sería el inicio del declive de su carrera, desapareciendo también de las convocatorias de la selección gala. 
En Newcastle Guivarc'h apenas dispuso de oportunidades, a causa de las lesiones y de la prematura destitución del técnico Kenny Dalglish, el principal avalador de su llegada al equipo. Tras haber disputado tan solo cuatro encuentros, decidió abandonar el club en el mercado de invierno, con destino al Glasgow Rangers de Escocia. El francés contribuyó con cinco goles a la consecución del campeonato de Liga, además de conquistar la Copa de la Liga. A pesar de los títulos, al término de la temporada decidió regresar a Francia y, nuevamente Guy Roux le abrió las puertas del Auxerre.
En el club de la Borgoña coincidió con algunas de las principales promesas del fútbol galo del momento, como Djibril Cissé, Olivier Kapo, Philippe Mexès o Jean-Alain Boumsong. A pesar de la pujante competencia, Guivarc'h disputó dos temporadas a un buen nivel, jugando un total de 60 partidos en los que anota 25 goles.
El verano de 2001 regresó al Guingamp, también de la D1. Sin embargo, una lesión en el cartílago de la rodilla derecha le dejó en blanco gran parte de la temporada, por lo que decidió colgar las botas al término de esa campaña.
Tras su retirada, pasó a formar parte del cuerpo técnico del Guingamp. 
En marzo de 2008 debutó como entrenador al frente del equipo amateur del US Trégunc.
También ha sido comentarista deportivo para la televisión francesa Canal Plus.

## Selección nacional
Stéphane Guivarc'h debutó con la Selección de fútbol de Francia el 11 de octubre de 1997, en un partido amistoso contra Sudáfrica en el que anotó un gol. A pesar de su prometedor estreno, este fue el único tanto que consiguió en sus 14 partidos como internacional.
El seleccionador Aimé Jacquet le incluyó entre los 22 integrantes del combinado galo que participó en la Copa Mundial en 1998 y que, a la postre, lograrían el primer título de la historia para su país. Guivarc'h se alineó en seis partidos del torneo, sin conseguir ningún gol. Entre estos encuentros, destaca su participación, como titular, en la final ante Brasil, siendo substituido por Christophe Dugarry en el minuto 66.

### Participaciones en Copas del Mundo
| Mundial                        | Sede    | Resultado |
| ------------------------------ | ------- | --------- |
| Copa Mundial de Fútbol de 1998 | Francia | Campeón   |

## Clubes
| Club               | País       | Año       |
| ------------------ | ---------- | --------- |
| Brest Armorique FC | Francia    | 1989-1991 |
| EA Guingamp        | Francia    | 1991-1995 |
| AJ Auxerre         | Francia    | 1995-1996 |
| Stade Rennais      | Francia    | 1996-1997 |
| AJ Auxerre         | Francia    | 1997-1998 |
| Newcastle United   | Inglaterra | 1998      |
| Glasgow Rangers    | Escocia    | 1998-1999 |
| AJ Auxerre         | Francia    | 1999-2001 |
| EA Guingamp        | Francia    | 2001-2002 |

## Estadísticas
| Brest Armorique Francia | 1.ª                 |                     |     |     |    |    |    |    |     |     |      |
| Brest Armorique Francia | 1.ª                 | 1989-90             | 1   | 0   | —  | —  | —  | —  | 1   | 0   | 0,00 |
| Brest Armorique Francia | 1.ª                 | 1990-91             | 8   | 0   | 1  | 0  | —  | —  | 9   | 0   | 0,00 |
| Brest Armorique Francia | Total club          | Total club          | 9   | 0   | 1  | 0  | 0  | 0  | 10  | 0   | 0,00 |
| EA Guingamp Francia | 2.ª                 |                     |     |     |    |    |    |    |     |     |      |
| EA Guingamp Francia | 2.ª                 | 1991-92             | 12  | 3   | 3  | 3  | —  | —  | 15  | 6   | 0,40 |
| EA Guingamp Francia | 2.ª                 | 1992-93             | 33  | 14  | 3  | 0  | —  | —  | 36  | 14  | 0,39 |
| EA Guingamp Francia | 3.ª                 | 1993-94             | 33  | 25  | 3  | 3  | —  | —  | 36  | 28  | 0,78 |
| EA Guingamp Francia | 2.ª                 | 1994-95             | 41  | 23  | 4  | 4  | —  | —  | 45  | 27  | 0,60 |
| EA Guingamp Francia | Total 1.ª etapa     | Total 1.ª etapa     | 119 | 65  | 13 | 10 | 0  | 0  | 132 | 75  | 0,53 |
| AJ Auxerre Francia | 1.ª                 | 1995-96             | 23  | 3   | 6  | 1  | 2  | 0  | 31  | 4   | 0,13 |
| Stade Rennais Francia | 1.ª                 | 1996-97             | 36  | 22  | 5  | 4  | 4  | 4  | 45  | 30  | 0,67 |
| AJ Auxerre Francia | 1.ª                 | 1997-98             | 32  | 21  | 5  | 8  | 16 | 17 | 53  | 46  | 0,87 |
| AJ Auxerre Francia | Total 1.ª etapa     | Total 1.ª etapa     | 55  | 24  | 11 | 9  | 18 | 17 | 84  | 50  | 0,67 |
| Newcastle United Inglaterra | 1.ª                 | 1998                | 4   | 1   | —  | —  | —  | —  | 4   | 1   | 0,25 |
| Glasgow Rangers Escocia | 1.ª                 | 1998-99             | 14  | 5   | —  | —  | —  | —  | 14  | 5   | 0,36 |
| AJ Auxerre Francia | 1.ª                 | 1999-00             | 32  | 14  | —  | —  | —  | —  | 32  | 14  | 0,44 |
| AJ Auxerre Francia | 1.ª                 | 2000-01             | 28  | 11  | 2  | 1  | 6  | 4  | 36  | 16  | 0,44 |
| AJ Auxerre Francia | Total 2.ª etapa     | Total 2.ª etapa     | 60  | 25  | 2  | 1  | 6  | 4  | 68  | 30  | 0,67 |
| AJ Auxerre Francia | Total club          | Total club          | 115 | 49  | 13 | 10 | 24 | 21 | 152 | 80  | 0,53 |
| EA Guingamp Francia | 1.ª                 | 2001-02             | 11  | 1   | 1  | 0  | —  | —  | 12  | 1   | 0,08 |
| EA Guingamp Francia | Total club          | Total club          | 130 | 66  | 13 | 10 | 0  | 0  | 143 | 76  | 0,53 |
| Total en su carrera | Total en su carrera | Total en su carrera | 308 | 143 | 32 | 24 | 28 | 25 | 368 | 192 | 0,52 |
| (1) Las copas nacionales se refiere a la Copa Centenario de la AFA (1993-94); Copa Chile (1995) y a la Copa del Rey (1996-01). (2) Las copas internacionales se refiere a la Copa Libertadores (1989-96); Supercopa Sudamericana (1989-95) y a la Liga de Campeones de la Concacaf (2002). (3) Media de goles por encuentro. No incluye goles en partidos amistosos. |                     |                     |     |     |    |    |    |    |     |     |      |

## Palmarés

### Campeonatos nacionales
| Título          | Club       | País    | Año  |
| --------------- | ---------- | ------- | ---- |
| Ligue 1         | AJ Auxerre | Francia | 1996 |
| Copa de Francia | AJ Auxerre | Francia | 1996 |
| Premier League  | Rangers    | Escocia | 1999 |
| Copa de la Liga | Rangers    | Escocia | 1999 |

### Copas internacionales
| Título         | Club                 | País    | Año  |
| -------------- | -------------------- | ------- | ---- |
| Copa del Mundo | Selección de Francia | Francia | 1998 |

### Distinciones individuales
| Distinción                                      | Año  |
| ----------------------------------------------- | ---- |
| Máximo goleador de la Copa de la Liga (4 goles) | 1995 |
| Máximo goleador de la Ligue 1 (22 goles)        | 1997 |
| Máximo goleador de la Copa de la UEFA (7 goles) | 1998 |
| Máximo goleador de la Ligue 1 (21 goles)        | 1998 |
| Máximo goleador de la Copa de la Liga (7 goles) | 1998 |
| Legión de Honor                                 | 1998 |